# Desmond Tutu
Desmond Mpilo Tutu (n. 7 octombrie 1931, Munsieville⁠(d), Gauteng, Africa de Sud – d. 26 decembrie 2021, Cape Town, Africa de Sud) a fost un arhiepiscop anglican emerit de Cape Town, activist împotriva apartheid-ului din Africa de Sud. A fost episcop de Johannesburg din 1985 până în 1986 și apoi arhiepiscop de Cape Town din 1986 până în 1996, în ambele cazuri fiind primul african de culoare care a ocupat această funcție. Din punct de vedere teologic, el a căutat să fuzioneze ideile din teologia neagră cu teologia africană.
În anul 1984 a fost distins cu Premiul Nobel pentru Pace.

## Tinerețe

### Copilărie: 1931–1950
Desmond Mpilo Tutu s-a născut la 7 octombrie 1931 în Klerksdorp, nord-vestul Africii de Sud. Mama sa, Allen Dorothea Mavoertsek Mathlare, s-a născut într-o familie Motswana din Boksburg. Tatăl său, Zachariah Zelilo Tutu a crescut în Gcuwa, Eastern Cape. Acasă, cuplul vorbea limba xhosa. După ce s-au căsătorit în Boksburg, s-au mutat la Klerksdorp la sfârșitul anilor 1950, locuind în „locația nativilor” a orașului, sau în zona rezidențială neagră, redenumită de atunci Makoetend. Zachariah a lucrat ca director al unei școli primare metodiste, iar familia locuia în casa profesorului din chirpici din curtea misiunii metodiste.

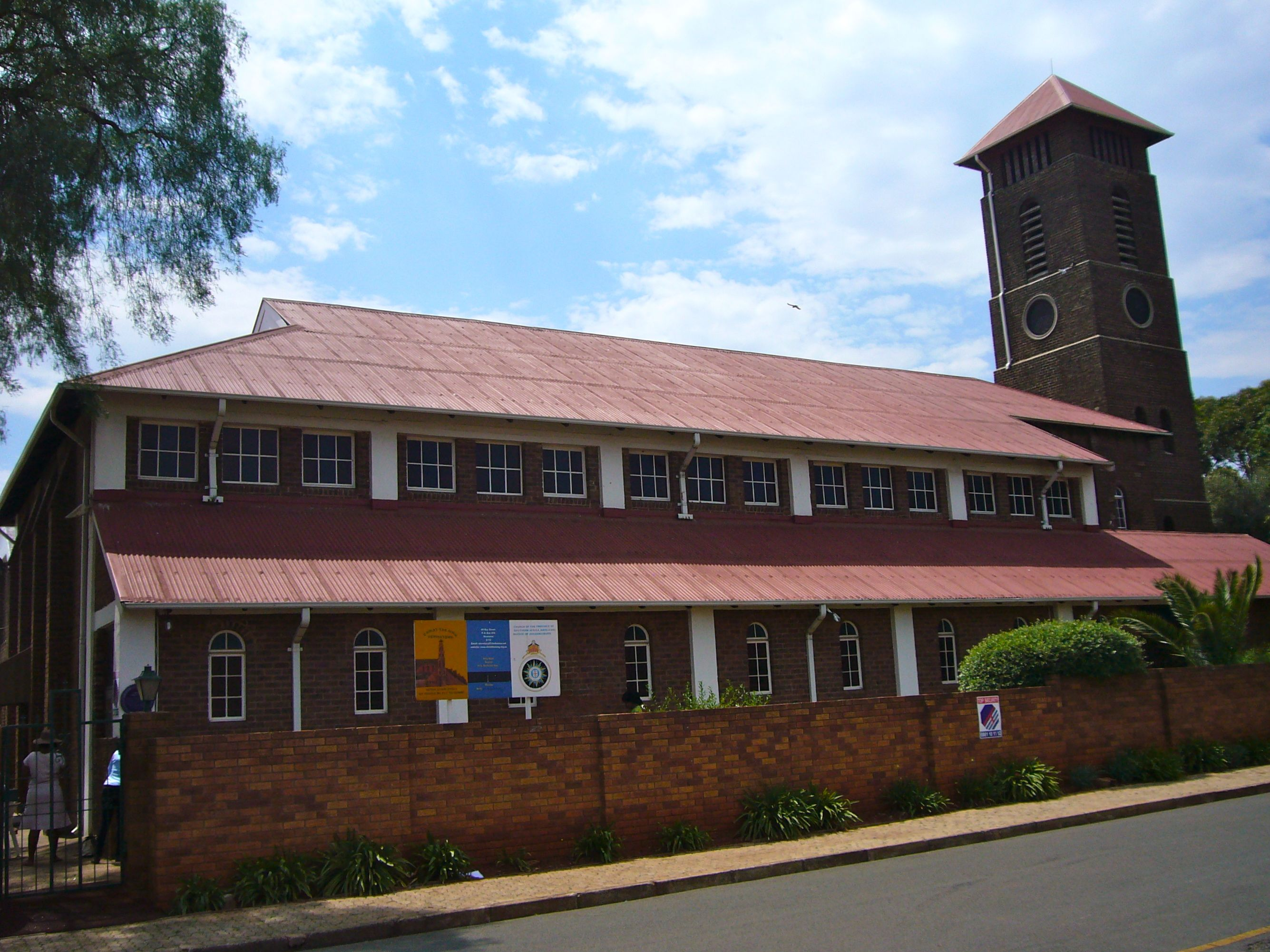
Biserica lui Hristos Regele din Sophiatown, unde Tutu a fost slujitor sub preotul Trevor Huddlestone

Familia Tutu era săracă. Când povestea despre familia sa, Desmond Tutu spunea că „deși nu eram înstăriți, noi nu eram nici săraci”. Tutu avea o soră mai mare, Sylvia Funeka, care îi spunea „Mpilo” („viața”), nume dat de bunica lui din partea tatălui.El a fost al doilea fiu al părinților săi; primul lor născut, Sipho, a murit în copilărie. După el i s-a născut o soră, Gloria Lindiwe. Tutu era bolnav de la naștere, avea poliomielită care a dus la atrofierea mâinii lui drepte. La un moment dat a fost internat cu arsuri grave.
Tutu a avut o relație strânsă cu tatăl său deși era supărat pe acesta datorită băuturii excesive și anfaptului că își bătea uneori soția. Familia Tutu a fost inițial una de metodiști, iar Desmond Tutu a fost botezat în Biserica Metodistă în iunie 1932. Ulterior, familia și-a schimbat denominația, mai întâi înspre Biserica Episcopală Metodistă Africană și apoi în Biserica Anglicană.
În 1936, familia s-a mutat la Tshing, unde Zachariah a devenit directorul unei școli metodiste. Acolo, Tutu și-a început studiile primare, învăță afrikaans și devine slujitor al Bisericii Anglicană St Francis. Și-a dezvoltat dragostea pentru lectură, bucurându-se în special de benzile desenate și de basmele europene. În Tshing, părinții lui au avut un al treilea fiu, Tamsanqa, care a murit și el în copilărie. În jurul anului 1941, mama lui Tutu s-a mutat la Witwatersrand pentru a lucra ca bucătar la Institutul pentru Nevăzători Ezenzeleni din Johannesburg. Tutu i s-a alăturat în oraș și au locuit în Roodepoort West. În Johannesburg, Tutu a urmat o școală primară metodistă înainte de a se transfera la Școala siedeză cu internat, parte a Misiunii St Agnes. Urmărindu-și interesul pentru creștinism, la vârsta de 12 ani a avut confirmarea la Biserica Sf. Maria din Roodepoort.
Tutu a intrat la Liceul Johannesburg Bantu în 1945, unde a excelat din punct de vedere academic. Acolo, s-a alăturat echipe de rugby a școlii, dezvoltând o dragoste pentru sport. În afara școlii, a câștigat bani vânzând portocale și ca ajutor pentru jucătorii de golf albi. Pentru a evita cheltuielile unei navete zilnice cu trenul la școală, el a locuit pentru scurt timp cu o familie mai aproape de Johannesburg, înainte de a se muta înapoi cu părinții săi când s-au mutat în Munsieville⁠(d). Apoi s-a întors la Johannesburg și s-a mutat într-o pensiune anglicană lângă Biserica Regelui Hristos din Sophiatown⁠(d). El a devenit slujitor la biserică și a intrat sub influența preotului acesteia, Trevor Huddleston⁠(d) ; mai târziu, biograful Shirley du Boulay a⁠(d) sugerat că Huddleston a avut „cea mai mare influență” în viața lui Tutu. În 1947, Tutu a contractat tuberculoză și a fost internat timp de 18 luni, timp în care a fost vizitat în mod regulat de Huddleston. În spital, a suferit o circumcizie pentru a marca tranziția la bărbăție. S-a întors la școală în 1949 și a susținut examenele naționale la sfârșitul anului 1950.

### Facultatea și cariera didactică: 1951–1955
Deși Tutu a fost admis pentru a studia medicina la Universitatea din Witwatersrand, părinții săi nu și-au putut permite taxele de școlarizare. În schimb, s-a orientat către predare, obținând în 1951 o bursă guvernamentală pentru a începe un curs la un Colegiu din Pretoria Bantu, o instituție de formare a profesorilor. Acolo, a servit ca trezorier al Consiliului Reprezentativ al Studenților, a ajutat la organizarea Societatea de alfabetizare și teatru și a prezidat Societatea culturală și de dezbateri. În timpul unui eveniment de dezbatere, el l-a întâlnit pentru prima dată pe avocatul — și viitorul președinte al Africii de Sud — Nelson Mandela, cu care nu s-a mai revăzut până în 1990. La facultate, Tutu și-a obținut diploma de profesor după ce a fost susținut pentru a da examenele de către activistul Robert Sobukwe⁠(d). Tutu a urmat, de asemenea, cinci cursuri prin corespondență oferite de Universitatea din Africa de Sud (UNISA), absolvind în aceeași clasă cu Robert Mugabe viitorul lider al Zimbabwe.
În 1954, a început să predea limba engleză la Liceul Madibane; în anul următor, s-a transferat la Liceul Krugersdorp, unde a predat limba engleză și istorie. A început să o curteze pe Nomalizo Leah Shenxane, o prietenă a surorii sale Gloria, care studia pentru a deveni profesoară de școală primară. Ei s-au căsătorit legal la Krugersdorp în iunie 1955, iar apoi s-au cununat conform ceremoniei de nuntă romano-catolică la Biserica Maria Regina Apostolilor; deși era anglican, Tutu a fost de acord cu această ceremonie datorită credinței romano-catolice a lui Leah. Proaspeții căsătoriți au locuit la casa părintească a lui Tutu înainte de a-și închiria propria lor casă, șase luni mai târziu. Primul lor copil, Trevor, s-a născut în aprilie 1956; apoi o fiică, Thandeka, s-a apărut 16 luni mai târziu. Cuplul s-a închinat la Biserica Sf. Paul, unde Tutu s-a oferit voluntar să predea la Școala de duminică, apoi să fie asistent dirijor de cor, consilier bisericesc, predicator laic și subdiacon.În aceeași perioadă, în afara bisericii, a fost voluntar administrator pentru o echipă locală de fotbal.

### Intrarea în rândul clerului: 1956–1966

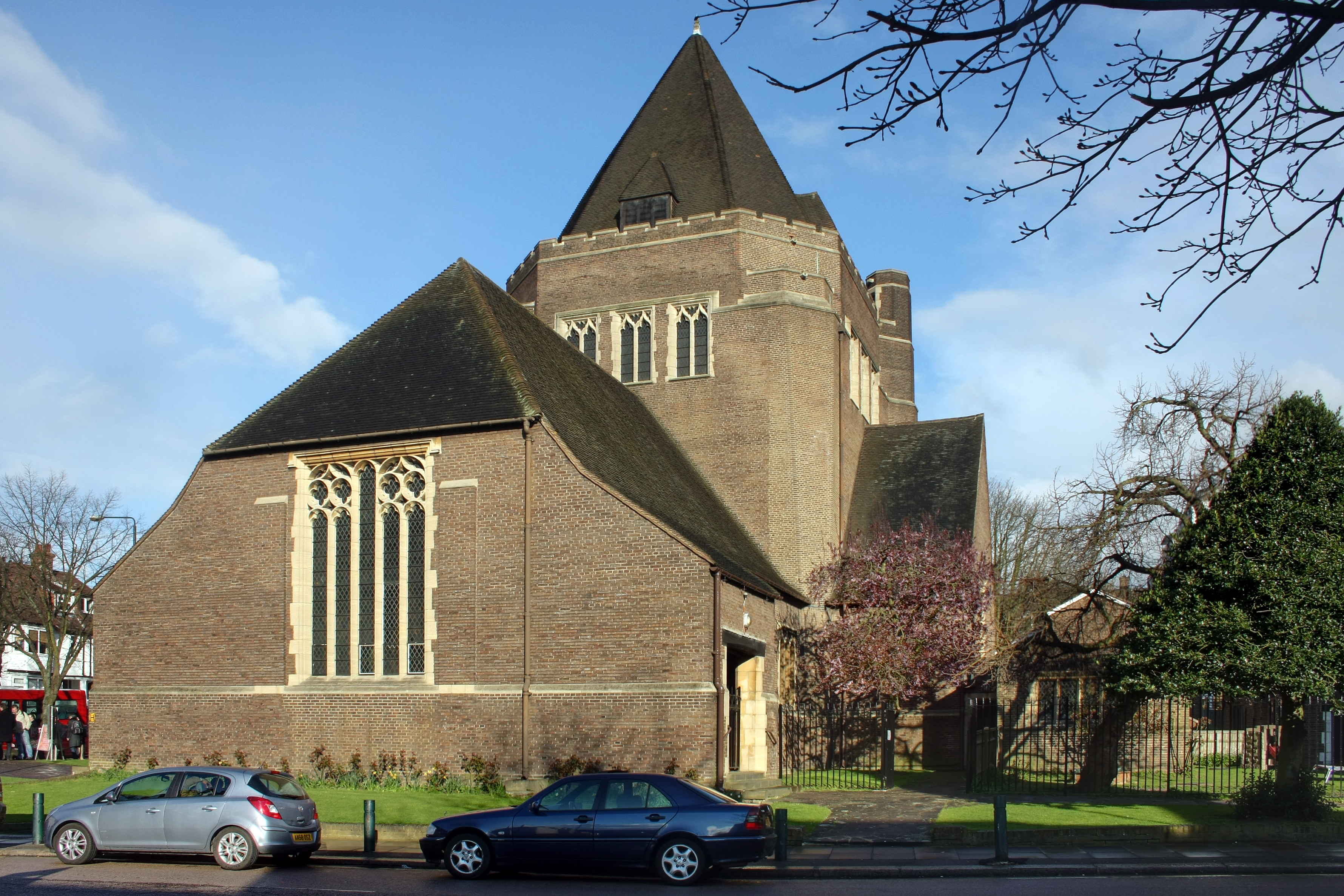
Tutu a slujit pentru prima dată în fața unei congregații albe la Biserica Sfântul Martir Alban în Golders Green

În 1953, guvernul Partidului Național al minorității albe din Africa de Sud a introdus Legea Educației Bantu pentru a promova sistemul de apartheid, de segregare rasială și dominație albă. Nefiind de acord cu această lege, Tutu și soția sa au părăsit catedra. Cu sprijinul lui Huddleston, Tutu a ales să devină preot anglican. Tutu a fost admis la Colegiul Teologic Sf. Petru din Rosettenville, Johannesburg în 1956. Colegiul era rezidențial, iar Tutu locuia acolo, în timp ce soția sa s-a mutat în Sekhukhuneland pentru a se pregăti ca asistent medical în timp ce copiii lor locuiau cu părinții săi în Munsieville. În august 1960, soția sa a născut o altă fiică, Naomi.
La facultate, Tutu a studiat Biblia, doctrina anglicană, istoria bisericii și etica creștină, obținând o diplomă de licență în teologie și câștigând premiul anual de eseu al arhiepiscopului.Directorul colegiului, Godfrey Pawson, a scris că Tutu „are cunoștințe și inteligență excepționale și este foarte harnic. În același timp, nu dă dovadă de aroganță, se potrivește în orice grup și este popular... Are daruri evidente pentru a fi un lider.” În timpul anilor petrecuți la facultate, activismul anti-apartheid s-a intensificat, și au avut loc, de asemenea, represiuni împotriva acestui fel de activism, cum ar fi masacrul de la Sharpeville din 1960. Tutu și colegii lui nu s-au implicat în activism anti-apartheid. R|l a remarcat mai târziu că „eram, într-un fel, o grupă foarte apolitică”.
În decembrie 1960, Edward Paget l-a hirotonisit pe Tutu ca preot anglican la Catedrala Sf. Maria din Johannesburg. Tutu a fost numit apoi preot asistent în Parohia St Alban, Benoni, unde s-a reunit cu soția și copiii săi. Aici el câștiga două treimi din cât primeau omologii săi albi. În 1962, Tutu a fost transferat la Biserica Sf. Filip din Thokoza, unde a fost pus la conducerea congregației și a dezvoltat o pasiune pentru munca pastorală. Mulți din comunitatea anglicană dominată de albi din Africa de Sud au simțit nevoia de a avea mai mulți indigeni africani în poziții de autoritate ecleziastică; pentru a contribui la acest deziderat, Aelfred Stubbs a propus ca Tutu să se formeze ca profesor de teologie la King's College London (KCL). Finanțarea a fost asigurată din Fondul pentru Educație Teologică (TEF) al Consiliului Misionar Internațional iar guvernul a fost de acord să îi dea permisiune lui Tutus să se mute în Marea Britanie. Tutu s-a mutat la Londra în septembrie 1962.
La departamentul de teologie a KCL, Tutu a studiat sub teologi precum Dennis Nineham, Christopher Evans, Sydney Evans, Geoffrey Parrinder și Eric Mascall. La Londra, membrii familiei Tutu s-au simțit eliberați, trăind o viață liberă de Apartheid-ul Africii de Sud; Tutu a remarcat mai târziu că „există rasism în Anglia, dar nu am fost expuși la acesta”. A fost impresionat și de libertatea de exprimare disponibilă în țară, în special cea de la Speakers' Corner. Familia lui s-a mutat într-un apartament din spatele Bisericii Sfântul Martir Alban din Golders Green, unde Tutu slujea la slujbele de duminică. În apartamentul acela i s-a născut o fiică, Mpho Andrea Tutu. Tutu a avut succes din punct de vedere academic, iar tutorii săi i-au sugerat să ia cursuri suplimentare pentru a absolvi cu o diplomă cu onoare, ceea ce l-a ajutat să studieze și ebraica. La absolvire Tutu și-a primit diploma de la Regina Elisabeta Regina Mamă într-o ceremonie care a avut loc la Royal Albert Hall⁠(d).
Tutu și-a asigurat apoi o bursă TEF pentru a studia pentru un master; a studiat pentru această diplomă din octombrie 1965 până în septembrie 1966, când și-a finalizat lucrarea despre Islamul în Africa de Vest. În această perioadă, familia s-a mutat în Surrey, unde Tutu a lucrat ca preot asistent al Bisericii Sf. Maria. În acel sat, el a încurajat cooperarea dintre enoriașii săi anglicani și comunitățile locale romano-catolice și metodiste. Timpul petrecut la Londra pe Tutu l-a ajutat să renunțe la sentimentele de inferioritate rasială față de albi.

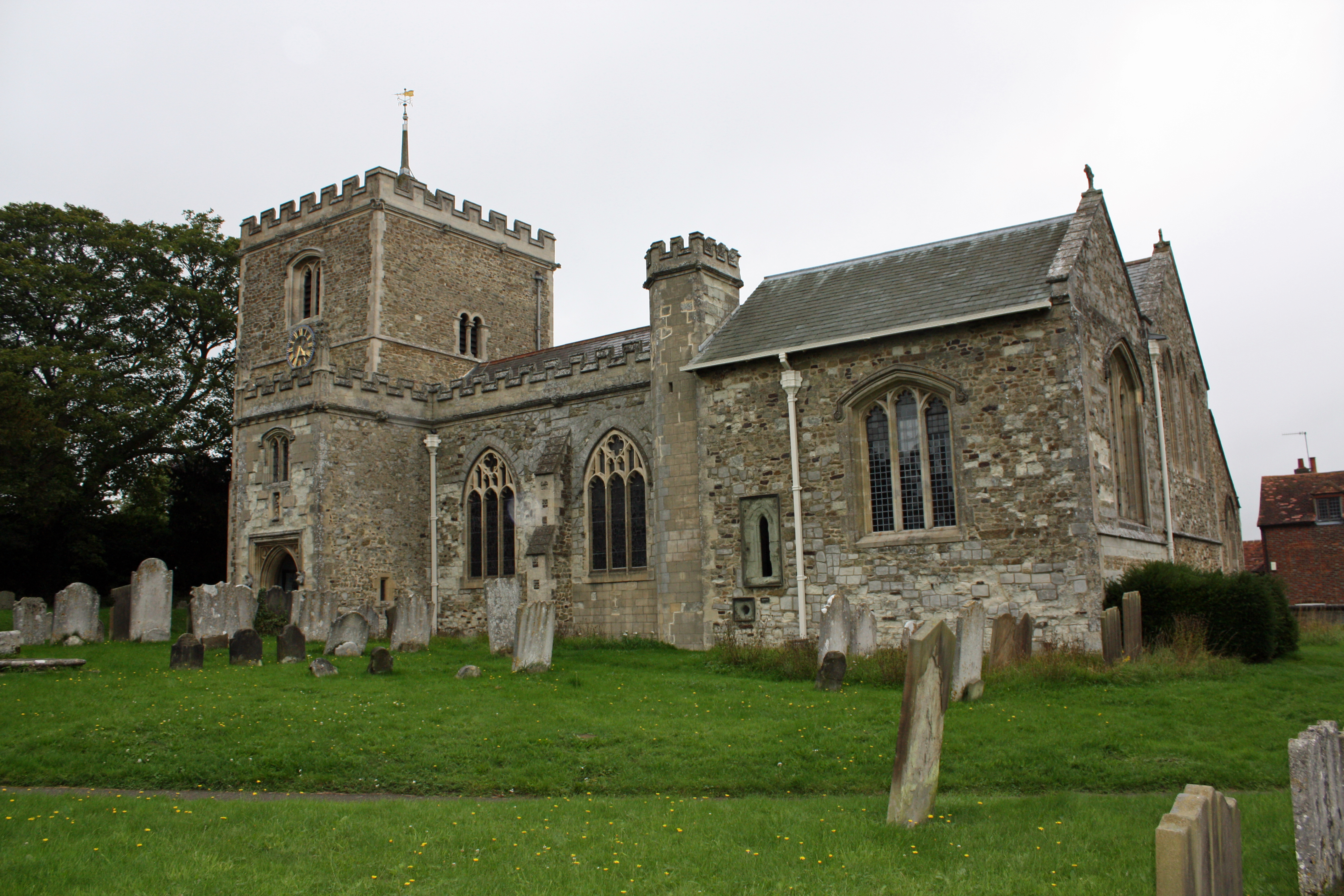
În timpul diplomei sale de master, Tutu a lucrat ca asistent curator la Biserica St Mary din Bletchingley, Surrey.

## Cariera în timpul Apartheidului

### Profesoratul în Africa de Sud și Lesotho: 1966–1972
În 1966, Tutu și familia sa s-au mutat în Ierusalimul de Est, unde, timp de două luni, el a studiat arabă și greacă la Colegiul St George. Apoi s-au întors în Africa de Sud, stabilindu-se în Alice, Eastern Cape, în 1967. Seminarul Teologic Federal (Fedsem) fusese recent înființat pentru a unii instituțiile de formare din diferite confesiuni creștine. La Fedsem, Tutu a fost angajat să predea doctrină, Vechiul Testament și greacă; Leah a devenit asistentul lui la bibliotecă. Tutu a fost primul membru de culoare din personalul Seminatului,. Campusul Fedsem a permis un nivel de diversitatea rasială care era rar în Africa de Sud la acea vreme. Soții Tutu și-au trimis copiii la un internat privat din Swaziland, ținându-i astfel în afara din programa de educație Bantu din Africa de Sud.
Tutu s-a alăturat unui grup pan-protestant, Comisia pentru unitatea bisericii, fiind delegat la conversațiile anglicano-catolice și a început să publice în reviste academice. El a devenit, de asemenea, capelan anglican al Universitatea Fort Hare. Într-o mișcare neobișnuită pentru acea vreme, Tutu a invitat atât studente cât și stundeți să devină slujitori în timpul Euharistiei. El s-a alăturat delegațiilor studențești la întâlnirile Federației Studenților Anglicani și ale Mișcării Creștine Universitare și a susținut Mișcarea Conștiinței Negre care a apărut în mediul studențesc din Africa de Sud din anii 1960 - deși Tutu nu a împărtășit punctul lor de vedere cu privire la evitarea colaborare cu albii. În august 1968, el a ținut o predică comparând situația Africii de Sud cu cea din Blocul de Est, comparând protestele anti-apartheid cu recenta primăvară de la Praga. În septembrie, studenții din Fort Hare au organizat un protest împotriva politicilor administrației universității; după ce au fost înconjurați de polițiști cu câini, Tutu a intrat în mulțime să se roage împreună cu protestatarii. Aceasta a fost prima dată când a fost martor la puterea statului folosită pentru a suprima disidența.
În ianuarie 1970, Tutu a părăsit seminarul pentru un post de profesor la Universitatea din Botswana, Lesotho și Swaziland (UBLS) din Lesotho. Acest lucru i-a permis să trăiască mai aproape de copiii săi și i-a oferit un salariul de două ori mai mare decât cel pe care îl câștiga la Fedsem. El și soția sa s-au mutat în campusul UBLS; majoritatea colegilor săi erau expatriați albi din SUA sau Marea Britanie. Pe lângă funcția sa de profesor, a devenit și capelanul anglican al colegiului și directorul a două reședințe studențești. În Lesotho, s-a alăturat consiliului executiv al Asociației Ecumenice din Lesotho și a servit ca examinator extern atât pentru Fedsem, cât și pentru Universitatea din Rhodos. El s-a întors în Africa de Sud de mai multe ori, inclusiv pentru a-și vizita tatăl cu puțin timp înainte de moartea acestuia în februarie 1971.

### Director pentru Africa la TEF: 1972–1975
TEF i-a oferit lui Tutu un loc de muncă ca director pentru Africa, o poziție care necesita mutarea în Anglia. Tutu a fost de acord, deși inițial autoritățile sud-africane i-au refuzat permisiunea de a pleca. Autoritățile îl priveau cu suspiciune după protestele studențești din Fort Hare și au fost, de asemenea, neîncerzători în conducerea TEF, pentru că condamnase Apartheidul ca fiind necreștin. După ce Tutu a insistat că acceptarea acestei poziției ar fi o bună publicitate pentru Africa de Sud, autoritățile au cedat. În martie 1972, el s-a întors în Marea Britanie. Sediul TEF era în Bromley, iar familia Tutu s-a stabilit în Grove Park, unde Tutu a devenit curator de onoare al Bisericii Sf. Augustin.
Poziția lui Tutu presupunea acordarea de granturi pentru instituțiile de pregătire teologică și studenți. Pentru asta el a vizitat tări din Africa la începutul anilor 1970 și a scris relatări despre experiențele sale. În Zair, el a deplâns, de exemplu, corupția și sărăcia pe scară largă și s-a plâns că „regimul militar al lui Mobutu Sese Seko... este extrem de supărător pentru un negru din Africa de Sud”. În Nigeria, el și-a exprimat îngrijorarea față de resentimentele igbo în urma zdrobirii Republicii Biafra. În 1972, a călătorit prin Africa de Est, unde a fost impresionat de guvernul kenyan al lui Jomo Kenyatta și a asistat la expulzarea de către Idi Amin a asiaticilor ugandezi.
La începutul anilor 1970, teologia lui Tutu s-a schimbat datorită experiențelor sale în Africa și a descoperirii teologiei eliberării. El a fost, de asemenea, atras de teologia neagră, participând la o conferință pe acest subiect din 1973 la Seminarul Teologic al Uniunii din New York City. Acolo, el a prezentat o lucrare în care a afirmat că „teologia neagră este o teologie angajată, nu una academică, detașată. Este o teologie la nivel instinctiv, care se referă la preocupările reale, la problemele vieții și morții omului de culoare.” El a declarat că lucrarea sa nu a fost o încercare de a demonstra respectabilitatea academică a teologiei negre, ci mai degrabă de a face „o afirmație simplă, poate stridentă, despre o realitate. Teologia neagră este. Nu se cere nicio permisiune pentru ca acesta să apară... Sincer, a trecut vremea când așteptam ca omul alb să ne dea permisiunea să ne facem treaba. Dacă acceptă sau nu respectabilitatea intelectuală a activității noastre este în mare măsură irelevant. Vom continua indiferent (de părere lui).“ În încercarea de a fuziona teologia neagră derivată din teologia afro-american cu teologia africană, abordarea lui Tutu contrasta cu cea a acelor teologi africani, cum ar fi John Mbiti, care au privit teologia neagră ca străină, de import și irelevantă pentru Africa.

### Decan de Johannesburg și episcop de Lesotho: 1975–1978
În 1975, Tutu a fost nominalizat pentru a fi noul episcop de Johannesburg, dar a pierdut în fața lui Timothy Bavin. Bavin i-a sugerat lui Tutu să ocupe poziția pe care a eliberat-o el, cea de decan al Catedralei „Sf. Maria” din Johannesburg. În martie 1975, Tutu a fost ales în această poziție – a patra cea mai înaltă în ierarhia anglicană a Africii de Sud – devenind primul bărbat de culoare care a făcut acest lucru. Numirea sa a ocupat primele pagini ale ziarelor în Africa de Sud. Tutu a fost instalat oficial ca decan în august 1975. Catedrala a fost plină pentru eveniment. Mutându-se în oraș, Tutu nu a locuit în reședința oficială a decanului din suburbia albă Houghton, ci într-o casă de pe o stradă din orașul Orlando West din Soweto, o zonă neagră în mare măsură sărăcită. Deși majoritar albă, congregația catedralei era mixtă din punct de vedere rasial, ceea ce i-a dat lui Tutu speranța că un viitor egal rasial și desegregat era posibil pentru Africa de Sud. El a întâmpinat o oarecare rezistență la încercările sale de a moderniza liturgiile folosite de congregație, inclusiv încercările sale de a înlocui pronumele masculin cu unele neutre de gen.

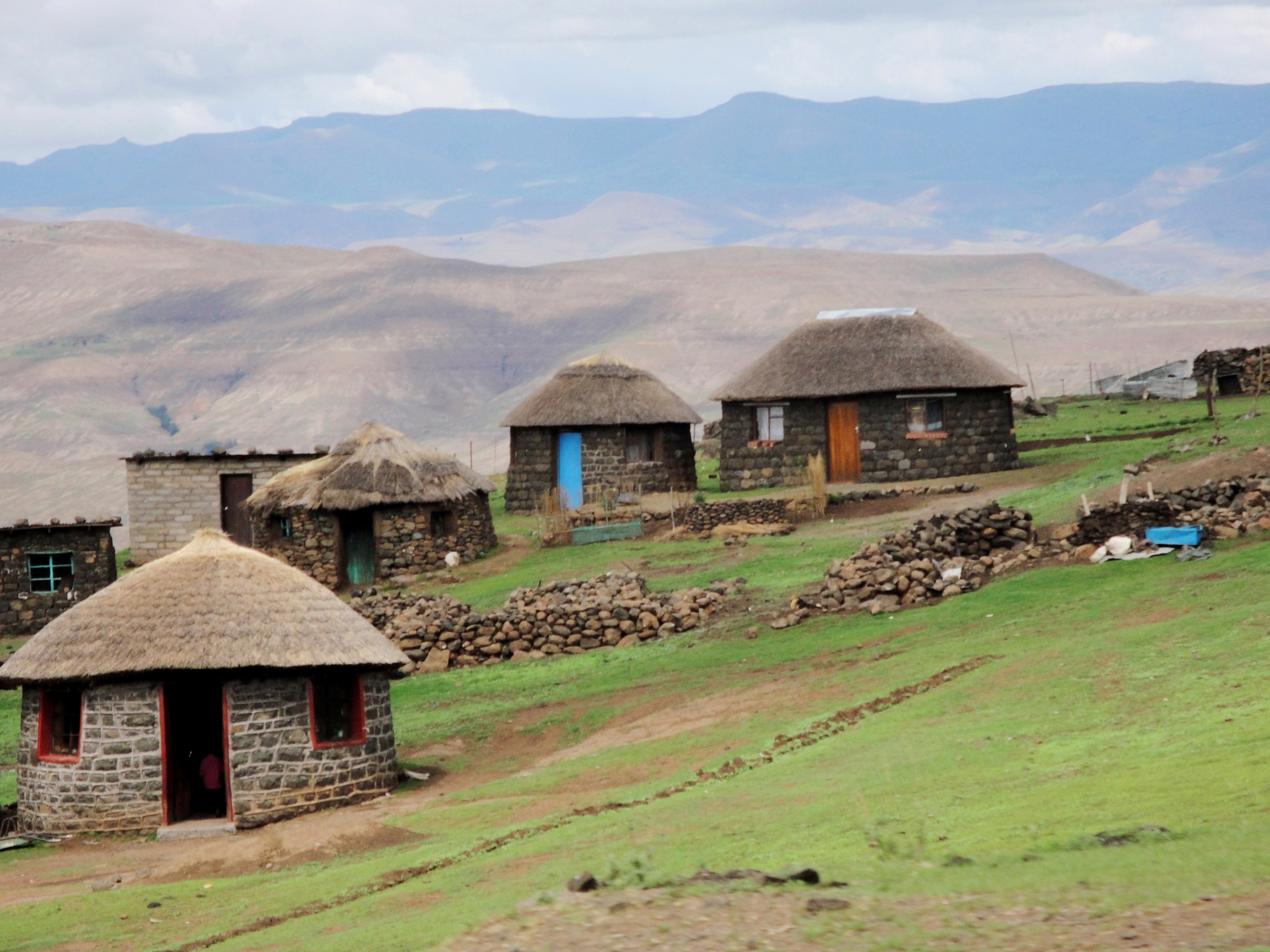
În calitate de episcop al Lesotho-ului, Tutu a călătorit în jurul munților țării vizitând oamenii care locuiesc acolo

Tutu și-a folosit poziția pentru a vorbi despre probleme sociale, susținând public un boicot economic internațional al Africii de Sud datorat apartheidului. El s-a întâlnit cu liderii Black Consciousness și Soweto și a fost de partea militantei antiapartheid Winnie Mandela⁠(d) când s-a opus Legii terorismului din 1967 Tutu a ținut la catedrală o priveghere timp de 24 de ore pentru armonia rasială și s-a rugat pentru activiștii reținuți în temeiul Legii terorismului. În mai 1976, i-a scris prim-ministrului BJ Vorster, avertizând că dacă guvernul va menține apartheid-ul, atunci țara va izbucni în violență rasială. Șase săptămâni mai târziu, Revolta din Soweto a izbucnit și tinerii de culoare s-au ciocnit cu poliția. Pe parcursul a zece luni, cel puțin 660 de oameni au fost uciși, majoritatea lor fiind mai tineri de 24 de ani. Tutu a fost supărat de ceea ce el considera lipsa de asumare din partea sud-africanilor albi; el a ridicat problema în predica sa de duminică, afirmând că tăcerea albă era „asurzitoare” și întrebând dacă ar fi arătat aceeași nonșalanță dacă tinerii uciși ar fi fost albi.
După șapte luni ca decan, Tutu a fost nominalizat drept candidat pentru funcția de episcop al Lesotho-ului. Deși Tutu a spus că nu dorea funcția, în martie 1976 a fost ales să ocupe această poziție. El a acceptat funcția fără tragere de inimă. Această decizie i-a supărat pe unii membrii ai congregației sale care au simțit că a folosit parohia lor ca un loc din care să avanseze în carieră. În iulie, Bill Burnett l-a uns pe Tutu ca episcop în Catedrala „Sf. Maria”. În august, Tutu a fost întronizat ca episcop al Lesothoului în cadrul unei ceremonii la Catedrala Sf. Maria și Sf. Iacob din Maseru. La ceremonie au participat mii de oameni, inclusiv regele Moshoeshoe al II-lea⁠(d) și prim-ministrul Leabua Jonathan. Călătorind prin dieceza sa care era în mare parte rurală, Tutu a învățat Sesotho. El l-a numit pe Philip Mokuku ca prim decan al eparhiei și a pus mare accent pe educația continuă pentru clerul Basotho. El s-a împrietenit cu familia regală, deși relația sa cu guvernul lui Jonathan era tensionată. În septembrie 1977 s-a întors în Africa de Sud pentru a vorbi la înmormântarea din Eastern Cape a lui Steve Biko, activistul din comunitatea Black Consciousness⁠(d), care fusese ucis de poliție. La înmormântare, Tutu a declarat că Black Consciousness era „o mișcare prin care Dumnezeu, prin Steve, a căutat să trezească în persoana de culoare un sentiment al valorii și valorii sale intrinseci de copil al lui Dumnezeu”.

### Secretar general al Consiliului Bisericilor din Africa de Sud: 1978–1985

#### Preluarea controlului asupra SACC
După ce John Rees a demisionat din funcția de secretar general al Consiliului Bisericilor din Africa de Sud (SACC), Tutu a fost printre nominalizații pentru a-i lua locul. John Thorne a fost ales în cele din urmă în această funcție, dar el a demisionat după doar trei luni. Tutu a fost nominalizat încă o dată, de data aceasta fiind selectat. La îndemnul sinodului episcopal Tutu a fost de acord să accepte poziția. Decizia sa a înfuriat mulți anglicani din Lesotho, care au simțit că Tutu îi abandonează. Tutu a preluat conducerea SACC în martie 1978. El s-a întors la Johannesburg — unde era sediul SACC-ului — și familia Tutu s-a întors la fosta lor casă din Orlando West, care acum fusese cumpărată pentru ei de câtre un donator anonim. Leah a obținut un loc de muncă ca director asistent al Institutului de Relații Rasale.
SACC a fost una dintre singurele instituții creștine din Africa de Sud unde oamenii de culoare aveau reprezentare majoritară iar Tutu a fost primul lor lider de culoare. El a introdus pentru personalului SACC un program de rugăciuni zilnice, studiu regulat al Bibliei, Euharistie lunară și pauze de tăcere. El a dezvoltat, de asemenea, un nou stil de conducere, desemnând personal superior care era capabil să aibă inițiative, delegându-le o mare parte din munca detaliată a SACC și păstrând legătura cu ei prin întâlniri și memorandumuri. Mulți dintre membrii personalului îi spuneau „Baba” (tată) lui Tutu. El a hotărât ca SACC să devină una dintre cele mai vizibile organizații de susținere a drepturilor omului din Africa de Sud. Eforturile sale i-au câștigat recunoașterea internațională; în 1978, King's College London l-a ales bursier, în timp ce Universitatea din Kent și Seminarul Teologic General i-au oferit doctorate onorifice. În 1979 și Universitatea Harvard i-a oferit un doctorat.
În calitate sa de lider al SACC, Tutu și-a dedicat mare parte din timp pentru strângerea de fonduri pentru proiectele organizației. [152] În timp ce Tutu era responsabil de SACC, s-a aflat că unul dintre directorii unei divizii a acesteia făcuse delapidare de fonduri. În 1981, o comisie guvernamentală a investigat problema. Tutu a depus mărturie în fața comisiei. În timpul mărturiei el a condamnat Apartheid-ul drept „rău” și „necreștin”. Când raportul Eloff a fost publicat, Tutu l-a criticat, concentrându-se în special pe absența oricăror teologi în consiliul său. În 1981, Tutu a devenit și rectorul Bisericii Sf. Augustin din Orlando West din Soweto. În anul următor, a publicat o colecție a predicilor și discursurilor sale, Crying in the Wilderness: The Struggle for Justice in South Africa. Un alt volum, Hope and Suffering, i-a apărut în 1984.

#### Activism și Premiul Nobel pentru Pace
Tutu a depus mărturie în numele unei celule capturate din Umkhonto we Sizwe, un grup armat anti-apartheid care avea legături cu Congresul Național African (ANC) interzis la acea vreme. El a declarat că, deși s-a angajat în non-violență și i-a cenzurat pe cei care au folosit violența, a putut înțelege de ce africanii de culoare ar deveni violenți atunci când tacticile lor non-violente nu au reușit să răstoarne Apartheid-ul. Într-un discurs anterioar, el și-a exprimat părerea că o luptă armată împotriva guvernului Africii de Sud are șanse mici de a reuși, dar a acuzat și națiunile occidentale de ipocrizie pentru că au condamnat grupurile armate de eliberare din Africa de Sud, în timp ce au lăudat organizațiile similare care au operat în Europa în timpul celui de-al Doilea Război Mondial. Tutu a semnat, de asemenea, o petiție prin care cerea eliberarea activistului ANC Nelson Mandela, lucru care a dus la inițierea unei corespondențe între cei doi.

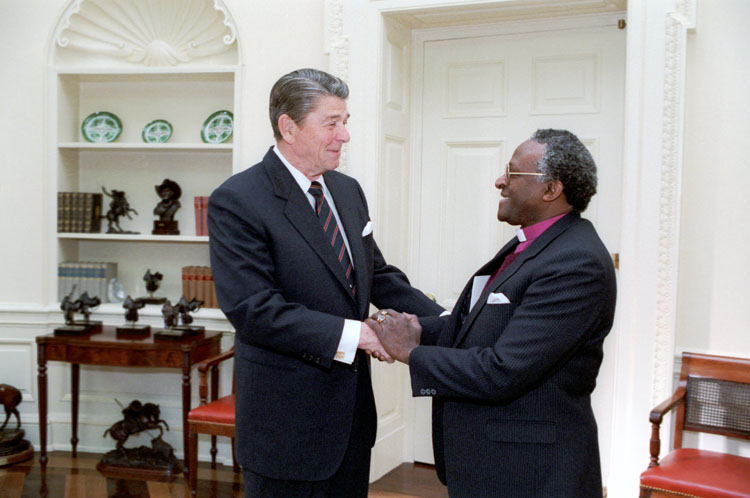
Președintele SUA Ronald Reagan s-a întâlnit cu Desmond Tutu în 1984. Tutu a descris administrația condusă de Reagan drept „un dezastru neatenuat pentru noi, negrii”, și pe Reagan însuși drept „un rasist pur și simplu”.

După ce Tutu le-a spus jurnaliștilor danezi că sprijină un boicot economic internațional împotriva Africii de Sud, el a fost chemat în 1979b în fața a doi miniștri ai guvernului pentru a fi mustrat în octombrie 1979. În martie 1980, guvernul i-a confiscat pașaportul, crescându-i astfel vizibilitatea internațională și a primit condamnări alea gestului din partea Departamentului de Stat al SUA. În 1980, SACC s-a angajat să susțină nesupunerea civilă împotriva Apartheidului. După ce Thorne a fost arestat în mai, Tutu și Joe Wing au condus un marș de protest, în timpul căruia au fost arestați, închiși peste noapte și amendați. După aceea, a fost organizată o întâlnire între 20 de lideri ai bisericii, inclusiv Tutu, prim-ministrul PW Botha și șapte miniștri de guvern. La această întâlnire din august, liderii clericali au cerut fără succes guvernului să pună capăt Apartheid-ului. Unii clerici au considerat acest dialog ca fiind inutil, dar Tutu nu a fost de acord, remarcând că „Moise a mers în mod repetat la Faraon pentru a asigura eliberarea israeliților”.
În ianuarie 1981, guvernul i-a returnat pașaportul lui Tutu. În martie, el a pornit într-un turneu de cinci săptămâni în Europa și America de Nord, întâlnindu-se cu politicieni, inclusiv cu secretarul general al ONU Kurt Waldheim și adresându-se Comitetului Special al ONU împotriva Apartheidului. În Anglia, l-a întâlnit pe Robert Runcie⁠(d) și a ținut o predică la Westminster Abbey, în timp ce la Roma l-a întâlnit pe Papa Ioan Paul al II-lea. La întoarcerea sa în Africa de Sud, Botha a ordonat din nou confiscarea pașaportului său, împiedicându-l astfel pe Tutu să adune personal câteva diplome onorifice pe care le-a primit. Pașaportul i-a fost returnat 17 luni mai târziu. În septembrie 1982, Tutu sa adresat Convenției Trienale a Bisericii Episcopale din New Orleans înainte de a călători în Kentucky pentru a-și vedea fiica Naomi, care locuia acolo cu soțul ei american. Tutu a devenit popular în SUA, unde a fost adesea comparat cu liderul drepturilor civile Martin Luther King Jr., deși conservatorii albi precum Pat Buchanan și Jerry Falwell l-au criticat ca fiind un presupus simpatizant at comunismului.
Tutu a înfuriat o mare parte din presa din Africa de Sud și din minoritatea albă, în special pe albii conservatori care au susținut Apartheid-ul. Mass-media pro-guvernamentală precum The Citizen și South African Broadcasting Corporation l-au criticat, concentrându-se adesea pe modul în care stilul său de viață din clasa de mijloc contrasta cu sărăcia negrilor pe care pretindea că îi reprezintă. A primit e-mailuri pline de ură, precum și amenințări cu moartea de la grupuri albe de extremă dreapta, precum Wit Wolwe. Deși a rămas aproape de liberalii albi proeminenți, precum Helen Suzman⁠(d), retorica sa furioasă anti-guvernamentală i-a înstrăinat și pe mulți liberali albi, care credeau că Apartheid-ul ar putea fi reformat treptat; printre liberalii albi care l-au criticat public pe Tutu s-au numărat Alan Paton și Bill Burnett.
Până în anii 1980, Tutu a devenit un reprezentant de seamă pentru mulți sud-africani de culoare, având un statut rivalizat doar de Nelson Mandela. În august 1983, a devenit coordonatorul noului Front Democrat Unit (UDF) anti-apartheid. În 1984, Tutu și-a luat un an sabatic și timp de trei luni a fost angajat la Seminarul Teologic General al Bisericii Episcopale din New York. El a fost invitat să se adreseze Consiliului de Securitate al Națiunilor Unite, întâlnindu-se mai târziu cu Comunitate de culoare a Congresului și subcomisiile pentru Africa din Camera Reprezentanților și Senat. De asemenea, a fost invitat la Casa Albă, unde l-a îndemnat fără succes pe președintele Ronald Reagan să-și schimbe abordarea față de Africa de Sud. Era îngrijorat că Reagan avea o relație mai caldă cu guvernul Africii de Sud decât predecesorul său Jimmy Carter, descriind guvernul lui Reagan drept „un dezastru neatenuat pentru noi, negrii”. Mai târziu, Tutu l-a descris pe Reagan drept „un rasist pur și simplu”.
La New York, Tutu a fost informat că a câștigat Premiul Nobel pentru Pace în 1984; el fusese nominalizat anterior în 1981, 1982 și 1983. Comitetul de selecție al Premiului Nobel a vrut să recunoască un sud-african și a crezut că Tutu va fi o alegere mai puțin controversată decât Mandela sau Mangosuthu Buthelezi⁠(d). În decembrie, Tutu a participat la ceremonia de decernare a premiilor de la Oslo, dar care a fost împiedicată de o amenințare cu bombă. El a împărțit premiul de 192.000 USD cu familia sa, cu personalul SACC și cu un fond de burse pentru sud-africanii aflați în exil. El a fost al doilea sud-african care a primit premiul, după Albert Luthuli în 1960. Guvernul și mass-media din Africa de Sud fie au minimizat, fie au criticat premiul, în timp ce Organizația Unității Africane l-a salutat ca dovadă a dispariția iminentă a Apartheidului.

### Episcop de Johannesburg: 1985–1986
După ce Bavin s-a retras din funcția de Episcop de Johannesburg, Tutu s-a numărat printre cei cinci candidați considerați pentru acea poziție. O adunare electivă s-a întrunit la Colegiul St Barnabas în octombrie 1984 și, deși Tutu a fost unul dintre cei mai populari doi candidați, votul laicilor albi a fost în mod constant împotriva candidaturii sale. După ce au ajuns într-un impas, un sinod al episcopilor s-a întrunit și a decis să-i dea rolul lui Tutu. Anglicanii negri au sărbătorit, deși mulți anglicani albi erau supărați; unii chiar și-au retras cota eparhială în semn de protest. Tutu a fost înscăunat ca al șaselea episcop de Johannesburg în Catedrala Sf. Maria în februarie 1985. El a fost primul bărbat de culoare care a deținut acest rol și a preluat cea mai mare eparhie a țării, cuprinzând 102 parohii și 300.000 de enoriași, dintre care aproximativ 80% erau negri. În predica sa inaugurală, Tutu a declarat că va cere comunității internaționale să introducă sancțiuni economice împotriva Africii de Sud, dacă Apartheid-ul nu va fi desființat în decurs de 18 până la 24 de luni. Tutu a căutat să-i asigure pe albii sud-africani că nu era „căpcăunul îngrozitor” de care unii se temeau; în calitate de episcop, a petrecut mult timp vizitând parohiile cu majoritate albă și atragând sprijinul anglicanilor albi din dieceza sa. Ca episcop, a demisionat din funcția de patron al UDF.
La mijlocul anilor 1980 s-au înregistrat ciocniri tot mai mari între tinerii de culoare și serviciile de securitate, ducând la creșterea numărului de morți; Tutu a fost invitat să vorbească la multe dintre înmormântările lor. La o înmormântare el a intervenit pentru a opri mulțimea să ucidă un negru acuzat că este informator guvernamental. Tutu și-a atras furia unor grupuri de negri din Africa de Sud, vorbind împotriva torturii și uciderii celor suspecți că au colaborat cu guvernul. Pentru acești militanți, apelurile lui Tutu la non-violență au fost percepute ca un obstacol în calea revoluției. Când Tutu l-a însoțit pe politicianul american Ted Kennedy în vizita acestuia din urmă în Africa de Sud, în ianuarie 1985, el a fost supărat că protestatarii din Organizația Poporului Azanian (AZAPO) – care îl considerau pe Kennedy ca un agent al capitalismului și imperialismului american – au perturbat programul.
Pe fondul violențelor, ANC a cerut sud-africanilor de culoare să facă țara „neguvernabilă”, și în acea perioadă companiile străine au diminuat investițiile în țară. În iulie 1985, Botha a declarat stare de urgență în 36 de circumscripții magistrale, suspendând libertățile civile și acordând puteri suplimentare serviciilor de securitate; Oferta lui Tutu de a servi drept intermediar pentru guvern și organizațiile de conducere ale negrilor a fost respinsă de autorități. El a continuat să protesteze; în aprilie 1985, Tutu a condus un mic marș al clerului prin Johannesburg pentru a protesta împotriva arestării lui Geoff Moselane. În octombrie 1985, el a susținut propunerea Inițiativei Naționale pentru Reconciliere ca oamenii să se abțină de la muncă și să se angajeze într-o zi de rugăciune, post și doliu. El a propus, de asemenea, o grevă națională împotriva Apartheidului, înfuriind sindicatele pe care nu le consultase cu privire la o astfel de idee.
Tutu a continuat să-și promoveze cauza în străinătate. În mai 1985, el a pornit într-un turneu în SUA unde a ținut o serie de discursuri iar în octombrie 1985 s-a adresat comitetului politic al Adunării Generale a Națiunilor Unite, îndemnând comunitatea internațională să impună sancțiuni Africii de Sud dacă Apartheid-ul nu va fi desființat în șase luni. Tutu a mers apoi în Marea Britanie unde s-a întâlnit cu prim-ministrul Margaret Thatcher. De asemenea, a înființat un Fond de burse Bishop Tutu pentru a ajuta financiar studenții din Africa de Sud care trăiesc în exil. El s-a întors în SUA în mai 1986, iar în august 1986 a vizitat Japonia, China și Jamaica pentru a continua promovarea sancționării Africii de Sud. Având în vedere că cei mai mulți activiști anti-apartheid au fost întemnițați, Mandela s-a referit la Tutu drept „inamicul public numărul unu pentru puterile actuale”.

### Arhiepiscop de Cape Town: 1986–1994

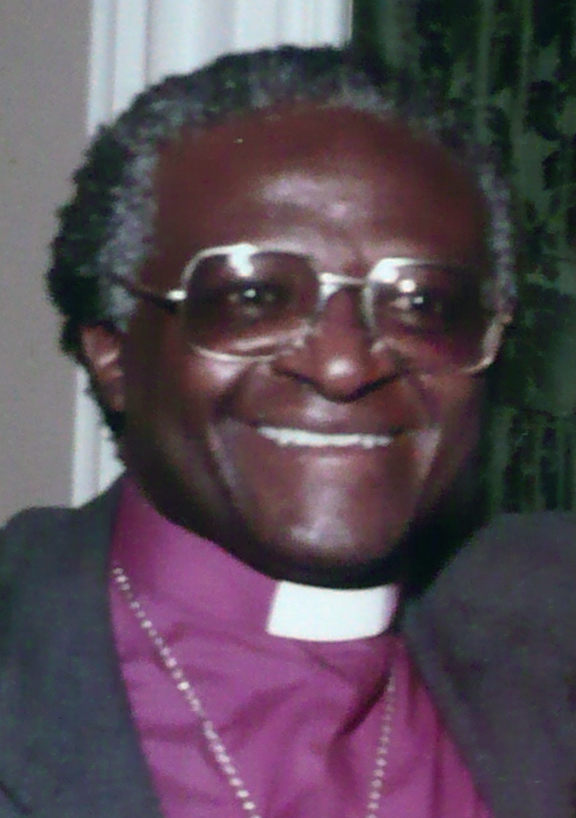
Tutu într-o vizită la San Francisco în 1986

După ce Philip Russell și-a anunțat retragerea din funcția de Arhiepiscop de Cape Town, în februarie 1986, Black Solidarity Group a formulat un plan pentru a-l numi pe Tutu ca înlocuitor. La momentul întâlnirii, Tutu se afla în Atlanta, Georgia, primind premiul pentru pace Martin Luther King, Jr. Nonviolent Peace Prize. Tutu a obținut o majoritate de două treimi atât din partea clerului, cât și a laicilor și decizia a fost apoi ratificată în unanimitate de sinodul episcopilor. Tutu a fost primul bărbat de culoare care a ocupat această poziție. Unii anglicani albi au părăsit biserica în semn de protest. Peste 1300 de persoane au participat la ceremonia de înscăunare la Catedrala Sf. Mucenic Gheorghe din Cape Town la 7 septembrie 1986. Lista invitaților a stârnit o frenezie în rândul presei. Printre invitați s-au numărat Coretta Scott King, Harry Belafonte, Stevie Wonder, senatorul Edward Kennedy, episcopul Trevor Huddleston și arhiepiscopul de Canterbury, Robert Runcie. La acea vreme, s-a considerat că lista de invitați a fost gândită în mod deliberat să înfurie guvernul. Un mesaj al Societății de Cruce Roșie din Johannesburg a contribuit la creșterea tensilunilor, avertizțnd asupra unui complot pentru asasinarea lui Tutu. Prezența arhiepiscopului de Canterbury și implicarea ambasadorului britanic au contribuit însă la un eveniment de succes.
După ceremonie, Tutu a ținut o euharistie în aer liber pentru 10.000 de persoane în Goodwood, unde i-a invitat pe Albertina Sisulu și Allan Boesak să țină discursuri.
În calitate de arhiepiscop, Tutu s-a mutat în reședința oficială de la Bishopscourt. El a făcut acest lucru ilegal, pentru că nu a cerut permisiunea oficială de a locui în ceea ce din punct de vedere al statului era „zonă albă" El a obținut bani de la biserică pentru a renova acea casă și a instalat un loc de joacă pentru copii în terenul acesteia, deschizându-l pe acesta și piscina Bishopscourt membrilor eparhiei sale. L-a invitat pe preotul englez Francis Cull să înființeze Institutul de Spiritualitate Creștină la Bishopscourt, acesta din urmă mutându-se într-o clădire de pe proprietate. Astfel de proiecte au cheltuit o parte din ce în ce mai mare din bugetul bisericii anglicane iar Tutu a căutat să o crească acest buget prin solicitare de donații din țări de peste mări și oceane. Unii anglicani au criticat astfel de cheltuieli făcute de Tutu.
Munca sa de arhiepiscop, împreună cu activismul său politic și călătoriile regulate în străinătate, au însemnat un volum mare de muncă, pe care l-a gestionat cu ajutorul directorului său Njongonkulu Ndungane și cu ajtorul lui Michael Nuttall, care în 1989 a fost ales decan al provinciei. La întâlnirile bisericii, Tutu s-a bazat pe obiceiurile tradiționale africane prin adoptarea unui model de conducere construit pe obținerea consensului, încercând astfel să se asigure că grupurile concurente din biserică ajung la un compromis și că astfel toate voturile vor fi unanime mai degrabă decât divizate. El a obținut aprobarea pentru hirotonirea femeilor preoți în biserica anglicană, după ce a asemănat excluderea femeilor din funcție cu sistemul de excludere din Apartheid. El a numit, de asemenea, preoți homosexuali în funcții de conducere și în mod privat a criticat insistența bisericii ca preoții gay să rămână celibați, considerând această cerință nepractică.
Alături de Boesak și Stephen Naidoo, Tutu a devenit unul dintre liderii bisericii implicați în medierea conflictelor dintre protestatarii de culoare și forțele de securitate; ei au lucrat, de exemplu, pentru a evita confruntările la înmormântarea din 1987 a lui Ashley Kriel din gherilei ANC. În februarie 1988, guvernul a interzis 17 organizații negre sau multirasiale, inclusiv UDF, și a restricționat activitățile sindicatelor. Liderii Bisericii au organizat un marș de protest și, după ce a fost interzis, au înființat Comitetul pentru Apărarea Democrației. Când mitingul grupului a fost interzis, Tutu, Boesak și Naidoo au organizat în locul marșului o slujbă la Catedrala Sf. Gheorghe din Cape Town.
În martie 1988, el a preluat cauza celor șase Sharpeville, care fuseseră condamnați la moarte; Fiind un opozant din principiu al pedepsei capitale, el a cerut ca viețile lor să fie cruțate. Tutu a telefonat reprezentanților guvernelor americane, britanice și germane, îndemnându-i să facă presiuni pe Botha pe această problemă, și s-a întâlnit personal cu Botha la casa acestuia pentru a discuta problema. Cei doi nu s-au înțeles bine și s-au certat. Botha l-a acuzat pe Tutu că sprijină campania armată a ANC; Tutu a spus că, deși nu a sprijinit folosirea violenței de către ei, el a susținut obiectivul ANC pentru o Africă de Sud democratică și non-rasială. Pedepsele cu moartea ale celor șase au fost comutate în cele din urmă.
În mai 1988, guvernul a lansat o campanie sub acoperire împotriva lui Tutu, organizată parțial de aripa Stratkom a Consiliului de Securitate a Statului. Poliția de securitate a tipărit pliante și autocolante cu sloganuri anti-Tutu, în timp ce șomerii de culoare au fost plătiți pentru a protesta la aeroport când el a sosea. Poliția rutieră a arestat-o pe Leah și a închis-o într-o celulă când a întârziat să-și reînnoiască permisul de conducere. Deși poliția de securitate a organizat tentative de asasinat asupra diverșilor lideri creștini anti-apartheid, ei au susținut mai târziu că nu au făcut niciodată acest lucru pentru Tutu, considerându-l ca fiind prea vizibil.
Tutu a rămas activ implicat în acte de nesupunere civilă împotriva guvernului; a fost încurajat de faptul că la aceste proteste au participat și mulți albi. În august 1989, el a ajutat la organizarea unei „Slujbe ecumenice de sfidare” la Catedrala Sf. Gheorghe din Cape Town, și la scurt timp după aceea s-a alăturat protestelor de pe plajele segregate din afara capitalei. Pentru a marca cea de-a șasea aniversare a înființării UDF, el a ținut o „slujbă mărturie” la catedrală și, în septembrie, a organizat un memorial în biserică pentru acei protestatari care au fost uciși în ciocnirile cu forțele de securitate. Mai târziu în aceeași lună el a organizat un marș de protest prin Cape Town, marș pe care noul președinte FW de Klerk l-a aprobat; o mulțime multirasială de aproximativ 30.000 de oameni au participat la marș. Faptul că marșul a fost permis a inspirat demonstrații similare care au avut loc în toată țara. În octombrie, de Klerk s-a întâlnit cu Tutu, Boesak și Frank Chikane ; Tutu a fost impresionat că „am fost ascultați”. În 1994, a fost publicată o altă colecție de scrieri ale lui Tutu, Poporul curcubeu al lui Dumnezeu, care a fost urmată anul următor de o carte de rugăciune africană, o colecție de rugăciuni de pe tot continentul, însoțită de comentariul arhiepiscopului.

#### Dezmembrarea apartheidului

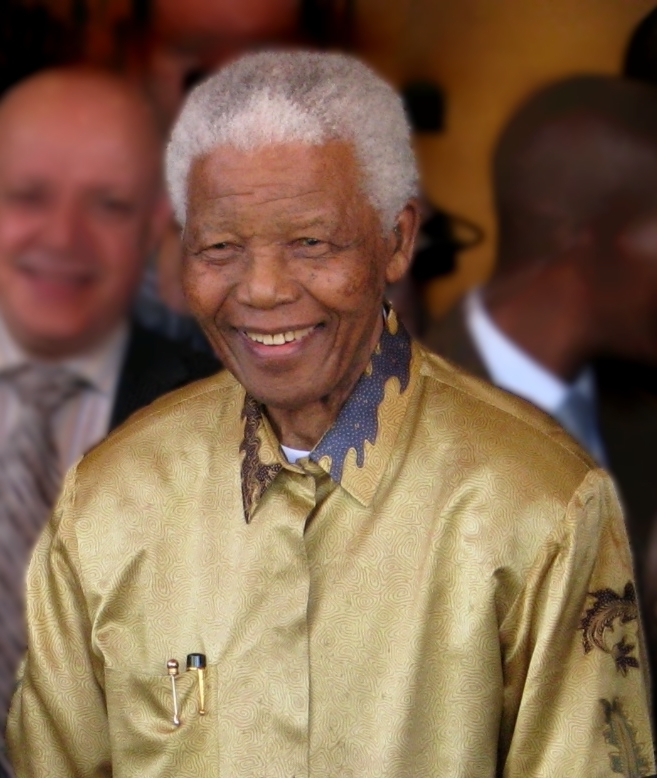
Tutu l-a întâmpinat pe Mandela (foto) la Bishopscourt când acesta din urmă a fost eliberat din închisoare și a organizat ulterior componenta religioasă a ceremoniei sale de inaugurare ca Președinte.

În februarie 1990, de Klerk a ridicat interdicția pentru partidele politice precum ANC; Tutu l-a sunat pentru a-l felicita pentru această decizie. De Klerk a anunțat apoi eliberarea lui Mandela din închisoare; la cererea ANC, Mandela și soția sa au rămas la Bishopscourt în prima noapte după eliberare. Tutu și Mandela s-au întâlnit pentru prima dată în 35 de ani la Primăria orașului Cape Town, unde Mandela a vorbit de la balcon mulțimii. Tutu l-a invitat pe Mandela să participe la un sinod anglican al episcopilor în februarie 1990, la care acesta din urmă l-a descris pe Tutu drept „arhiepiscopul poporului”. Acolo, Tutu și episcopii au cerut încetarea sancțiunilor străine odată ce tranziția la votul universal a fost „ireversibilă”, au îndemnat grupurile anti-apartheid să pună capăt luptei armate și să interzică clerului anglican să aparțină partidelor politice. Mulți clerici au fost supărați că acestă ultimă propunere a fost impusă fără consultare, dar Tutu a apărat-o, afirmând că preoții afiliați la partide politice se vor dovedi dezbinători, în special pe fondul creșterii violenței între partide.
În martie, au izbucnit violențe între susținătorii ANC și ai Inkatha în KwaZulu⁠(d) ; Tutu a anulat o vizită în SUA pentru a se alătura delegației SACC la discuțiile dintre Mandela, de Klerk și liderului Inkatha, Mangosuthu Buthelezi, în Ulundi. Liderii bisericii i-au îndemnat pe Mandela și Buthelezi să organizeze un miting comun pentru a diminua violența dintre partidele lor. Deși relația lui Tutu cu Buthelezi fusese întotdeauna tensionată – în special din cauza opoziției lui Tutu față de colaborarea lui Buthelezi cu sistemul bantustan al guvernului – Tutu l-a vizitat în mod repetat Buthelezi pentru a încuraja implicarea în procesul democratic. Pe măsură ce violența ANC-Inkatha s-a răspândit din kwaZulu în Transvaal, Tutu a vizitat localitățile afectate și s-a întâlnit mai târziu cu victimele masacrelor de la Sebokeng și Boipatong.
Ca mulți alți activiști, Tutu credea că există o „a treia forță ” care alimentează tensiunile dintre ANC și Inkatha; s-a constatat mai târziu că sectoare ale agențiilor de informații îi furnizau lui Inkatha arme pentru a slăbi poziția de negociere a ANC. Spre deosebire de unele figuri ANC, Tutu nu l-a acuzat niciodată pe de Klerk de complicitate personală în acest sens. În noiembrie 1990, Tutu a organizat un „summit” la Bishopscourt, la care au participat atât lideri bisericești, cât și lideri ai unor grupuri politice precum ANC, PAC și AZAPO, în care i-a încurajat să își cheme susținătorii să evite violența și să permită libertatea. campanie politică. După ce liderul Partidului Comunist din Africa de Sud, Chris Hani, a fost asasinat, Tutu a fost predicator la înmormântarea lui; în ciuda obiecțiilor sale față de marxismul lui Hani, Tutu îl admirase. În mijlocul acestor evenimente, Tutu s-a simțit epuizat fizic și a avut ostarea de rău. El și-a luat un an sabatic de patru luni la Școala de Teologie Candler a Universității Emory din Atlanta, Georgia.
Tutu a fost încântat de perspectiva introducetii votului universal în Africa de Sud printr-o tranziție negociată mai degrabă decât printr-un război civil. El a permis ca chipul său să fie folosit pe afișe care îi încurajau pe sud-africani să voteze. Când au avut loc alegerile generale multirasiale din aprilie 1994, Tutu a fost vizibil exuberant, spunând reporterilor că „ne aflăm pe al nouălea nor”. A votat în orașul Gugulethu din Cape Town. ANC a câștigat alegerile și Mandela a fost declarat președinte, conducând un guvern de unitate națională. Tutu a participat la ceremonia de inaugurare a lui Mandela; el a planificat componenta sa religioasă, insistând ca la ceremonie să ia parte lideri creștini, musulmani, evrei și hinduși.

#### Relații internaționale
Tutu și-a îndreptat atenția și asupra evenimentelor din alte țări din Africa. În 1987, a ținut discursul principal la Conferința Bisericilor din întreaga Africa (AACC) din Lomé, Togo, cerând bisericilor să-i susțină pe cei asupriți din Africa. El a declarat că „ne doare să recunoaștem că există mai puțină libertate și libertate personală în cea mai mare parte a Africii acum decât era în timpul mult defăimatei perioadei colonială”. Acolo, el a fost ales președinte al AACC, în timp ce José Belo a fost ales secretar general al acesteia. Ei au lucrat îndeaproape în următorul deceniu. În 1989, au vizitat Zair pentru a încuraja bisericile țării să se distanțeze de guvernul lui Seko. În 1994, el și Belo au vizitat Liberia distrusă de război. Acolo, l-au cunoscut pe Charles Taylor, dar Tutu nu a avut încredere în promisiunea lui de încetare a focului. În 1995, Mandela l-a trimis pe Tutu în Nigeria pentru a se întâlni cu liderul militar nigerian Sani Abacha și pentru a cere eliberarea politicienilor închiși Moshood Abiola și Olusegun Obasanjo. În iulie 1995, Tutu a vizitat Rwanda la un an după genocid și a predicat la 10.000 de oameni din Kigali. Bazându-se pe experiențele sale din Africa de Sud, el a cerut ca justiția să fie temperată cu milă față de hutui care au orchestrat genocidul. Tutu a călătorit și în alte părți ale lumii, de exemplu petrecând martie 1989 în Panama și Nicaragua.
Tutu a vorbit și despre conflictul israelo-palestinian. Tutu a susținut că tratarea palestinienilor de către Israel amintește de Apartheidul din Africa de Sud. Referindu-se la teritoriile ocupate de Israel din Fâșia Gaza și Cisiordania, el a declarat că există paralele „profund, profund supărătoare” cu apartheidul. El și-a declarat sprijinul pentru utilizarea boicoturilor, a slăbirii investițiilor și a sancțiunilor ca mijloc de a obliga Israelul să-și modifice politicile, menționând că această abordare a fost cheia succesului luptei anti-apartheid. În același timp, Tutu a recunoscut dreptul Israelului de a exista. În 1989 l-a vizitat pe liderul Organizației pentru Eliberarea Palestinei , Yasser Arafat, la Cairo, îndemnându-l să accepte existența Israelului. În același an, în timpul unui discurs la New York, Tutu a remarcat „dreptul la integritate teritorială și la securitate fundamentală” al Israelului, dar a criticat complicitatea Israelului la masacrul de la Sabra și Shatila și a condamnat sprijinul Israelului pentru regimul de Apartheid din Africa de Sud. El și-a exprimat furia că Israelul a furnizat echipament militar regimului de apartheid, întrebându-se cum ar putea coopera statul evreu cu un guvern care conținea simpatizanți naziști. Tutu a cerut un stat palestinian și a subliniat că criticile sale au fost adresate guvernului israelian mai degrabă decât evreilor. La invitația episcopului palestinian Samir Kafity, el a întreprins un pelerinaj de Crăciun la Ierusalim, unde a ținut lângă Betleem o predică în care a cerut o soluție pentru cele două state. În acea călătorie din 1989, el a depus și o coroană de flori la memorialul Holocaustului Yad Vashem și a ținut o predică despre importanța iertării pentru autorii Holocaustului. Apelurile lui Tutu de a-i ierta pe cei care au comis Holocaustul, împreună cu sprijinul său pentru un stat palestinian, au adus critici din partea multor grupuri evreiești din întreaga lume, inclusiv din partea renumitului supraviețuitor și jurnalist al Holocaustului, Eli Wiesel, care a spus: „Nimeni nu are dreptul să ierte în afară de cei morți înșiși”. Acest lucru a fost exacerbat de încercările sale de a se sustrage de la acuzațiile de antisemitism prin comentarii precum „stomatologul meu este un doctor Cohen”. În timpul aceleiași vizite, Tutu a reafirmat că, în ciuda criticilor sale la adresa Israelului, țara are dreptul de a exista.
Tutu a vorbit și despre Problema irlandeză din Irelanda de Nord. La conferința de la Lambeth din 1988, el a susținut o rezoluție asupra problemei care condamna folosirea violenței de către toate părțile; Tutu credea că, având în vedere că republicanii irlandezi au dreptul la vot, ei nu au epuizat mijloacele pașnice de a aduce schimbări și, prin urmare, nu ar trebui să recurgă la lupta armată. Trei ani mai târziu, a susținut o slujbă televizată de la Catedrala Christ Church din Dublin, unde a cerut negocieri între toate facțiunile. A vizitat Belfast în 1998 și din nou în 2001.

## Ultima parte a vieții
În octombrie 1994, Tutu și-a anunțat intenția de a se retrage din funcția de arhiepiscop în 1996. Deși arhiepiscopii pensionați revin în mod normal la funcția de episcop, ceilalți episcopi i-au conferit un nou titlu: „arhiepiscop emerit”. O ceremonie de rămas bun a avut loc la Catedrala Sf. Gheorghe din Cape Town în iunie 1996. La ceremonie au participat politicieni de rang înalt precum Nelson Mandela și de Klerk. Acolo, Mandela i-a acordat lui Tutu Ordinul pentru Serviciu Meritoriu, cea mai înaltă onoare din Africa de Sud. Tutu a fost succedat ca arhiepiscop de Ndungane.
În ianuarie 1997, Tutu a fost diagnosticat cu cancer de prostată și a călătorit în străinătate pentru tratament. El și-a dezvăluit public diagnosticul, sperând să încurajeze astfel și alți bărbați să meargă la examene de prostată. El s-a confruntat cu recidive ale bolii în 1999 și 2006. Întors în Africa de Sud, și-a petrecut timpul între casele din Orlando West din Soweto și zona Milnerton din Cape Town. În 2000, și-a deschis un birou în Cape Town. În iunie 2000, a fost lansat Centrul pentru pace Desmond Tutu din Cape Town, centru care în 2003 a lansat un program de leadership emergent.
Conștient că prezența sa în Africa de Sud l-ar putea umbri pe Ndungane, Tutu a acceptat să meargă ca profesor în vizită timp de doi ani, între 1998 și 2000, la Universitatea Emory. În acea perioada a scris o carte despre TRC, No Future Without Forgiveness. La începutul anului 2002 a predat la Episcopal Divinity School din Cambridge, Massachusetts. Din ianuarie până în mai 2003 a predat la Universitatea din Carolina de Nord. În ianuarie 2004, a fost invitat ca profesor pe tema societăți postconflict la facultatea lui alma mater, King's College London. În timp ce se afla în Statele Unite, s-a înscris la o agenție care se ocupa de angajarea de oratori și a călătorit mult în cadrul unor contracte; acest lucru i-a oferit independență financiară într-un mod în care pensia sa nu i-ar fi oferit-o. În discursurile sale, el s-a concentrat asupra tranziției Africii de Sud de la apartheid la votul universal, prezentându-l ca un model pe care să îl adopte alte națiuni. În SUA, el le-a mulțumit activiștilor anti-apartheid pentru campania pentru sancțiuni, solicitând, de asemenea, companiilor americane să investească acum în Africa de Sud.

### Comisia Adevăr și Reconciliere: 1996–1998

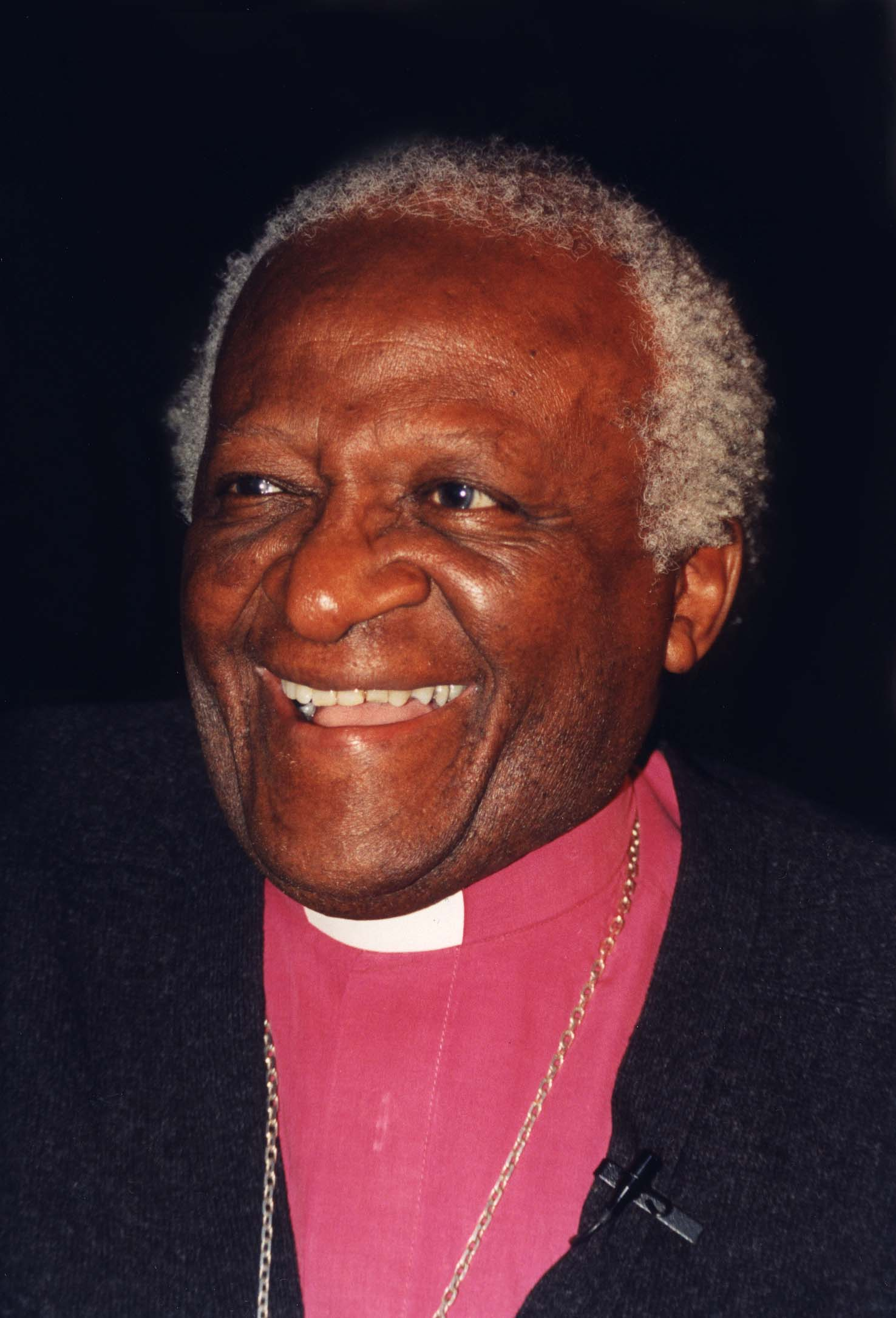
Tutu la Ambasada Africii de Sud, Washington, DC, în 1997

Tutu a popularizat termenul „ Națiunea curcubeu ” ca o metaforă pentru Africa de Sud post-apartheid de după 1994, sub conducerea ANC. El a folosit pentru prima dată metafora în 1989, când a descris o mulțime la un protest multi-rasi ca fiind „oamenii lui Dumnezeu din curcubeu”. Tutu a susținut ceea ce teologii eliberării numesc „solidaritate critică”, oferind sprijin forțelor pro-democrație, rezervându-și în același timp dreptul de a-și critica aliații. El l-a criticat pe Mandela în mai multe puncte, cum ar fi tendința sa de a purta cămăși Madiba viu colorate, pe care le-a considerat nepotrivite; Mandela a oferit răspunsul ironic că observașie este ironic că vină de la un bărbat care purta rochii. Mai serioasă a fost critica lui Tutu față de menținerea de către Mandela a industriei de armament din epoca apartheidului din Africa de Sud și pachetul de salarii semnificative pe care l-au adoptat membrii nou-aleși ai parlamentului. Mandela a răspuns, numindu-l pe Tutu „populist” și afirmând că ar fi trebuit să ridice aceste probleme în privat, mai degrabă decât în public.
O întrebare cheie cu care se confrunta guvernul post-apartheid a fost modul în care va răspunde la diferitele abuzuri ale drepturilor omului care au fost comise în deceniile precedente atât de către stat, cât și de către activiștii anti-apartheid. Partidul Național dorea un pachet cuprinzător de amnistie, în timp ce ANC dorea procese ale fostelor personalități ale statului. Alex Boraine a ajutat guvernul lui Mandela să elaboreze o legislație pentru înființarea unei Comisiei pentru adevăr și reconciliere (CVR), care a fost aprobată de parlament în iulie 1995. Nuttall a sugerat ca Tutu să devină unul dintre cei șaptesprezece comisari ai CVR, iar în septembrie un sinod de episcopi l-a nominalizat oficial pentru acea poziție. Tutu a propus ca CVR să adopte o abordare triplă: prima fiind mărturisirea, cei responsabili de încălcări ale drepturilor omului dezvăluind pe deplin activitățile lor, a doua fiind iertarea sub forma unei amnistii legale de urmărire penală, iar a treia fiind restituirea, cu făptuitorii făcând reparații victimelor lor.
Mandela l-a numit pe Tutu președinte al CVR, oar la Alex Boraine adjunct. Comisia a fost o întreprindere semnificativă, care a inclus peste 300 de angajați, împărțindu-se în trei comitete și ținând până la patru audieri simultan. În CVR, Tutu a susținut „justiția restaurativă”, un concept pe care el îl considera caracteristic jurisprudenței tradiționale africane „în spiritul ubuntu ”. În calitate de șef al comisiei, Tutu a trebuit să se ocupe de diversele sale probleme interpersonale, cu multă suspiciune între cei din consiliul său care fuseseră activiști anti-apartheid și cei care susținuseră sistemul de apartheid. El a recunoscut că „eram într-adevăr ca o grămadă de primadone, deseori hipersensibile, adesea atacându-se cu ușurință de la umilințe reale sau imaginare”. Tutu deschidea întâlniri cu rugăciuni și se referea adesea la învățăturile creștine atunci când discuta despre munca CVR, frustrându-i pe unii care îl vedeau ca încorporând prea multe elemente religioase într-un corp expres laic.
Prima audiere a avut loc în aprilie 1996. Audierile au fost televizate public și au avut un impact considerabil asupra societății sud-africane. El a avut foarte puțin control asupra comitetului responsabil de acordarea amnistiei, în schimb a prezidat comitetul care a ascultat relatările despre abuzurile drepturilor omului comise atât de persoane anti-apartheid, cât și de personalități ale apartheidului. În timp ce asculta mărturiile victimelor, Tutu era uneori copleșit de emoție și plângea în timpul audierilor. El a evidențiat acele victime care și-au exprimat iertarea față de cei care le-au făcut rău și i-a folosit pe acești indivizi ca laitmotiv. Imaginea ANC a fost pătată de dezvăluirile conform cărora unii dintre activiștii săi s-au implicat în torturi, atacuri asupra civililor și alte abuzuri ale drepturilor omului. ANC a căutat să suprime o parte din raportul final al CVR, înfuriindu-l pe Tutu. El a avertizat despre „abuzul de putere” al ANC, afirmând că „oprimații de ieri pot deveni destul de ușor asupritorii de astăzi... Am văzut că se întâmplă peste tot în lume și nu ar trebui să fim surprinși dacă se întâmplă asta aici.” Tutu i-a prezentat lui Mandela raportul CVR în cinci volume în cadrul unei ceremonii publice la Pretoria, în octombrie 1998. În cele din urmă Tutu a fost mulțumit de realizarea CVR, crezând că va ajuta reconcilierea pe termen lung, deși i-a recunoscut și deficiențele.

### Probleme sociale și internaționale: 1999–2009
Postapartheid, statutul lui Tutu ca activist pentru drepturile homosexualilor l-a ținut în atenția publicului. Tutu a considerat discriminarea împotriva homosexualilor ca fiind echivalentul discriminării împotriva persoanelor de culoare și a femeilor, iar opiniile sale despre aceasta sunt cunoscute prin discursuri și predici. După ce la Conferința episcopală de la Lambeth din 1998 a reafirmat opoziția bisericii față de actele sexuale între persoane de același sex, Tutu i-a scris lui George Carey declarând: „Mi-e rușine să fiu anglican”. El l-a considerat pe Arhiepiscopul de Canterbury Rowan Williams ca fiind prea înțelegător față de conservatorii care doreau să excludă diferite biserici anglicane din SUA și Canada din comuniunea anglicană după ce aceștia și-au exprimat o poziție pro-drepturile LGBT. Tutu și-a exprimat părerea că, dacă acestor conservatori nu le-a plăcut caracterul incluziv al Comuniunii Anglicane, ei au avut întotdeauna „libertatea de a pleca”. În 2007, Tutu a acuzat biserica că este obsedată de homosexualitate și a declarat: „Dacă Dumnezeu, așa cum se spune, este homofob, nu l-aș venera pe acel Dumnezeu”. În 2011, el a cerut Bisericii Anglicane din Africa de Sud să accepte și să realizeze căsătorii între persoane de același sex.

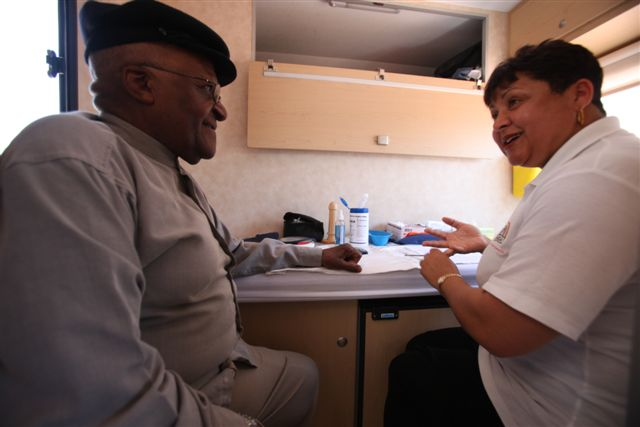
Desmond Tutu face un test HIV la unitatea mobilă de testare a Fundației Desmond Tutu HIV

Tutu a vorbit în iunie 2003 și despre necesitatea combaterii pandemiei HIV/SIDA, afirmând că „Apartheidul a încercat să ne distrugă poporul și apartheidul a eșuat. Dacă nu acționăm împotriva HIV-SIDA, s-ar putea să reușească, pentru că deja ne decimează populația.” La alegerea din aprilie 2005 a papei Benedict al XVI-lea — care era cunoscut pentru opiniile sale conservatoare asupra problemelor de gen și sexualitate. —Tutu a descris ca regretabil faptul că acum este puțin probabil ca Biserica Romano-Catolică să-și schimbe opoziția față de folosirea prezervativelor „în mijlocul luptei împotriva HIV/SIDA” și nici opoziția față de hirotonirea femeilor preoți. Pentru a ajuta la combaterea traficului de copii, în 2006 Tutu a lansat o campanie globală, organizată de organizația de ajutor Plan, pentru a se asigura că toți copiii sunt înregistrați la naștere.
Tutu și-a păstrat interesul pentru conflictul israelo-palestinian, iar după semnarea Acordurilor de la Oslo a fost invitat la Tel Aviv pentru a participa la Centrul Peres pentru Pace. El a devenit din ce în ce mai frustrat în urma eșuării Summitului de la Camp David din 2000, și în 2002 a ținut un discurs larg mediatizat, denunțând politica israeliană cu privire la palestinieni și cerând sancțiuni împotriva Israelului. Comparând situația israeliano-palestiniană cu cea din Africa de Sud, el a spus că „un motiv pentru care am reușit în Africa de Sud și care lipsește în Orientul Mijlociu este calitatea conducerii – lideri dispuși să facă compromisuri nepopulare, să meargă împotriva circumscripțiilor lor, pentru că au înțelepciunea de a vedea că în cele din urmă ar putea face posibilă pacea”. Tutu a fost numit să conducă o misiune de investigare a Națiunilor Unite la Beit Hanoun în Fâșia Gaza pentru a investiga incidentul din noiembrie 2006 în care soldați din Forțele de Apărare Israelului au ucis 19 civili. Oficialii israelieni și-au exprimat îngrijorarea că raportul ar fi părtinitor împotriva Israelului. Tutu a anulat călătoria la jumătatea lunii decembrie, spunând că Israelul a refuzat să-i acorde autorizația de călătorie necesară după mai bine de o săptămână de discuții.

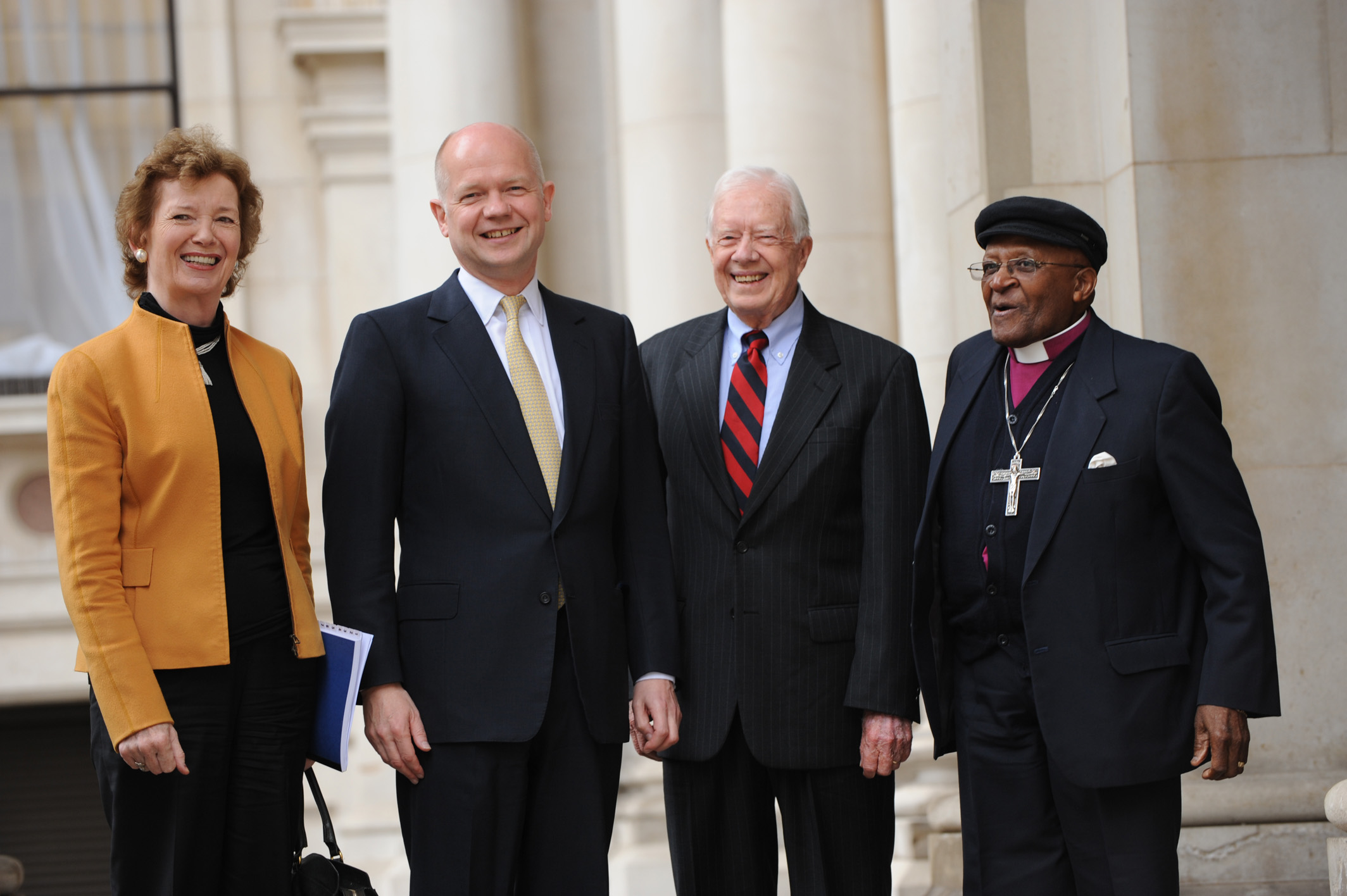
Tutu cu fostul președinte irlandez Mary Robinson, ministrul britanic de externe și fostul președinte american Jimmy Carter în 2012

În 2003, Tutu a fost cercetător rezident la Universitatea din Florida de Nord. Acolo, în februarie, și-a încălcat regula normală de a nu se alătura protestelor din afara Africii de Sud, participând la o demonstrație din New York împotriva planurilor SUA de a lansa războiul din Irak. El a vorbit la telefoncu Condoleezza Rice, îndemnând guvernul SUA să nu intre în război fără o rezoluție a Consiliului de Securitate al Națiunilor Unite. Tutu a pus la îndoială motivul pentru care Irakul a fost identificat pentru presupusa posesie de arme de distrugere în masă atunci când țări din Europa, India și Pakistan aveau și multe astfel de dispozitive. În 2004, el a apărut în Honor Bound to Defend Freedom, o piesă de teatru Off Broadway din New York, critică cu privire la detenția americană a prizonierilor din Guantánamo Bay. În ianuarie 2005, el și-a adăugat vocea la disidența tot mai mare față de suspecții de terorism ținuți la Camp X-Ray din Guantánamo, afirmând că aceste detenții fără proces au fost „complet inacceptabile” și comparabile cu detențiile din perioada apartheidului. El a criticat, de asemenea, introducerea de către Regatul Unit a măsurilor de reținere a subiecților teroriști pentru 28 de zile fără proces. În 2012, el a cerut ca președintele american George W. Bush și premierul britanic Tony Blair să fie judecați de Curtea Penală Internațională pentru inițierea războiului din Irak.

### Moartea
Tutu a murit de cancer de prostată la Oasis Frail Care Center din Cape Town pe 26 decembrie 2021, la vârsta de 90 de ani.
Fostul președinte al Statelor Unite, Barack Obama, a lansat o declarație în care îl numește „un spirit universal” și spune că „Arhiepiscopul Tutu s-a format în lupta pentru eliberare și dreptate în propria sa țară, dar și prin preocuparea față de nedreptatea de pretutindeni. Nu și-a pierdut niciodată simțul umorului și dorința de a găsi umanitate în adversarii săi, iar mie și lui Michelle ne va fi foarte dor de el.” Președintele Joe Biden a declarat că moștenirea lui Tutu „va avea ecou de-a lungul veacurilor”. Foștii președinți Jimmy Carter și Bill Clinton și Regina Elisabeta a II-a au făcut, de asemenea, declarații la moartea sa.

## Lucrări
Tutu este autorul a șapte culegeri de predici și alte scrieri:
- Crying in the Wilderness, Eerdmans, 1982. ISBN: 978-0-8028-0270-5
- Speranța și suferința: Predici și discursuri, Skotaville, 1983. ISBN: 978-0-620-06776-8
- Războiul împotriva copiilor: Cele mai tinere victime din Africa de Sud, Drepturile omului în primul rând, 1986. ISBN: 9780934143004 I
- Cuvintele lui Desmond Tutu, Newmarket, 1989. ISBN: 978-1-55704-719-9
- The Rainbow People of God: The Making of a Peaceful Revolution, Doubleday, 1994. ISBN: 978-0-385-47546-4
- Închinarea Bisericii din Africa, Duke University Press, 1995. ASIN B000K5WB02
- The Essential Desmond Tutu, David Phillips Publishers, 1997. ISBN: 978-0-86486-346-1
- Niciun viitor fără iertare, Doubleday, 1999. ISBN: 978-0-385-49689-6
- O carte de rugăciune africană, Doubleday, 2000. ISBN: 978-0-385-47730-7
- Dumnezeu are un vis: o viziune de speranță pentru timpul nostru, Doubleday, 2004. ISBN: 978-0-385-47784-0
- Desmond and the Very Mean Word, Candlewick, 2012. ISBN: 978-0-763-65229-6
- Cartea iertării: calea patrulă pentru vindecarea noastră și a lumii noastre, HarperOne, 2015. ISBN: 978-0062203571
- Cartea Bucuriei : Fericire durabilă într-o lume în schimbare, în colaborare cu Sfinția Sa al 14-lea Dalai Lama, 2016,ISBN: 978-0-67007-016-9